# Olympische Sommerspiele 1924/Schwimmen – 4 × 200 m Freistil (Männer)
Die 4-mal-200-Meter-Freistilstaffel der Männer bei den Olympischen Spielen 1924 in Paris wurde vom 18. bis 20. Juli ausgetragen.

## Rekorde
Vor Beginn der Olympischen Spiele waren folgende Rekorde gültig.
| Weltrekord         | 10:04,4 min | Vereinigte Staaten | Antwerpen, Belgien | 29. August 1920 |
| Olympischer Rekord | 10:04,4 min | Vereinigte Staaten | Antwerpen, Belgien | 14. Juli 1912   |

Folgende neue Rekorde wurden aufgestellt:
| Weltrekord | 9:59,4 min | Vereinigte Staaten | Halbfinale 2 |
| Weltrekord | 9:53,4 min | Vereinigte Staaten | Finale       |

## Ergebnisse

### Vorläufe
18. Juli 1924
Die zwei ersten Staffeln eines jeden Laufs sowie die zeitschnellste Drittplatzierte aller Läufe qualifizierten sich für das Halbfinale.

#### Lauf 1
| Rang | Nation             | Athleten                                                                 | Zeit        | Anm. |
| ---- | ------------------ | ------------------------------------------------------------------------ | ----------- | ---- |
| 1    | Vereinigte Staaten | Ralph Breyer, Harry Glancy, Richard Howell, Wallace O’Connor             | 10:41,6 min | Q    |
| 2    | Italien            | Renato Bacigalupo, Agostino Frassinetti, Gianni Patrignani, Emilio Polli | 11:05,2 min | Q    |
| 3    | Jugoslawien        | Ivo Arčanin, Ante Roje, Vlado Smokvina, Atilije Venturini                | 12:02,4 min |      |
| 4    | Spanien            | Ramón Berdomás, Pedro Méndez, Julio Peredejordi, José Manuel Pinillo     | 12:02,4 min |      |

#### Lauf 2
| Rang | Nation      | Athleten                                                | Zeit        | Anm. |
| ---- | ----------- | ------------------------------------------------------- | ----------- | ---- |
| 1    | Schweden    | Thor Henning, Gösta Persson, Orvar Trolle, Georg Werner | 11:15,4 min | Q    |
| 2    | Niederlande | Gé Dekker, Otto Hoogesteyn, Sjaak Köhler, Frits Schutte | 11:35,6 min | Q    |

#### Lauf 3
| Rang | Nation           | Athleten                                                     | Zeit        | Anm. |
| ---- | ---------------- | ------------------------------------------------------------ | ----------- | ---- |
| 1    | Australien       | Moss Christie, Frank Beaurepaire, Ernest Henry, Ivan Stedman | 10:21,2 min | Q    |
| 2    | Japan            | Torahiko Miyahata, Kazuo Noda, Kazuo Onoda, Katsuo Takaishi  | 10:24,2 min | Q    |
| 3    | Tschechoslowakei | Václav Antoš, Stanislav Bičák, Viktor Légat, Rudolf Piowatý  | 11:12,8 min | q    |
| 4    | Argentinien      | Juan Behrensen, Tomás Jones, Jorge Moreau, Alberto Zorrilla  | 11:25,0 min |      |

#### Lauf 4
| Rang | Nation         | Athleten                                                             | Zeit        | Anm. |
| ---- | -------------- | -------------------------------------------------------------------- | ----------- | ---- |
| 1    | Frankreich     | Guy Middleton, Henri Padou, Édouard Vanzeveren, Emil Zeibig          | 10:41,4 min | Q    |
| 2    | Großbritannien | Harold Annison, Albert Dickin, Edward Peter, Leslie Savage           | 10:52,6 min | Q    |
| 3    | Belgien        | Albert Buydens, Joseph Callens, Emiel Thienpont, Martial Van Schelle | 11:14,8 min |      |

### Halbfinale
19. Juli 1924
Die ersten zwei Staffeln eines jeden Laufs und die schnellste Dritte qualifizierten sich für das Finale.

#### Halbfinale 1
| Rang | Nation           | Athleten                                                     | Zeit        | Anm. |
| ---- | ---------------- | ------------------------------------------------------------ | ----------- | ---- |
| 1    | Australien       | Moss Christie, Frank Beaurepaire, Ernest Henry, Ivan Stedman | 10:27,0 min | Q    |
| 2    | Großbritannien   | Harold Annison, Albert Dickin, Edward Peter, John Thomson    | 10:31,2 min | Q    |
| 3    | Frankreich       | Guy Middleton, Henri Padou, Édouard van Zeveren, Emil Zeibig | 10:39,4 min |      |
| 4    | Niederlande      | Gé Dekker, Otto Hoogesteyn, Sjaak Köhler, Frits Schutte      | 11:29,0 min |      |
| —    | Tschechoslowakei | Václav Antoš, Stanislav Bičák, Viktor Légat, Rudolf Piowatý  | DNS         |      |

#### Halbfinale 2
| Rang | Nation             | Athleten                                                                 | Zeit        | Anm.  |
| ---- | ------------------ | ------------------------------------------------------------------------ | ----------- | ----- |
| 1    | Vereinigte Staaten | Ralph Breyer, Harry Glancy, Richard Howell, Wallace O’Connor             | 9:59,4 min  | Q, WR |
| 2    | Schweden           | Arne Borg, Åke Borg, Orvar Trolle, Georg Werner                          | 10:08,2 min | Q     |
| 3    | Japan              | Torahiko Miyahata, Kazuo Noda, Kazuo Onoda, Katsuo Takaishi              | 10:12,4 min | q     |
| 4    | Italien            | Renato Bacigalupo, Agostino Frassinetti, Gianni Patrignani, Emilio Polli | 11:00,4 min |       |

### Finale
20. Juli 1924
| Rang | Nation             | Athlet                                                           | Zeit        | Anm. |
| ---- | ------------------ | ---------------------------------------------------------------- | ----------- | ---- |
| 1    | Vereinigte Staaten | Ralph Breyer, Harry Glancy, Wallace O’Connor, Johnny Weissmüller | 9:53,4 min  | WR   |
| 2    | Australien         | Andrew Charlton, Moss Christie, Frank Beaurepaire, Ernest Henry  | 10:02,2 min |      |
| 3    | Schweden           | Arne Borg, Åke Borg, Orvar Trolle, Georg Werner                  | 10:06,8 min |      |
| 4    | Japan              | Torahiko Miyahata, Kazuo Noda, Kazuo Onoda, Katsuo Takaishi      | 10:15,2 min |      |
| 5    | Großbritannien     | Harold Annison, Albert Dickin, Edward Peter, John Thomson        | 10:29,4 min |      |